# Gallery Place

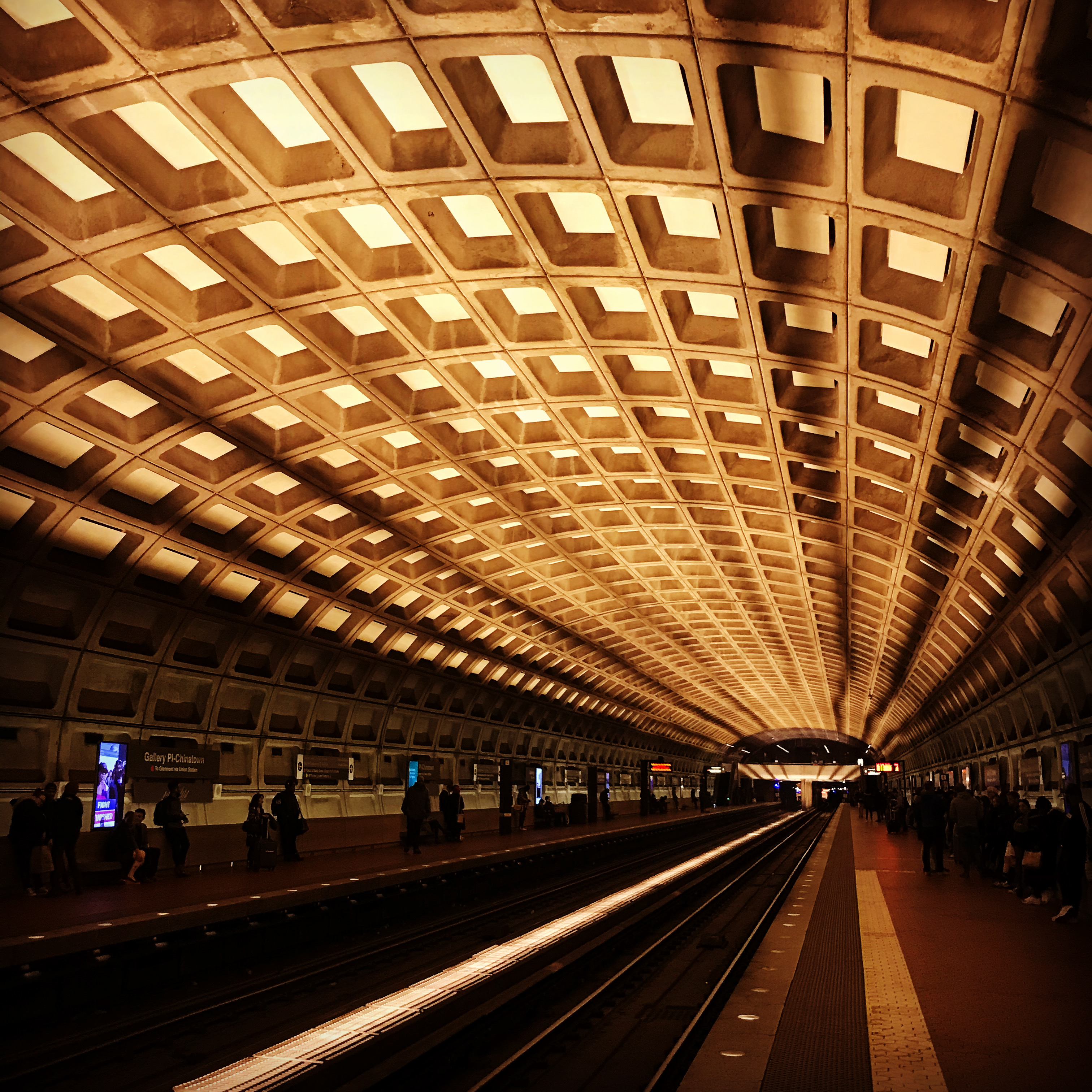
Gallery Place - Chinatown op 10 november 2019

Gallery Place, is een metrostation in Washington D.C.. Het is een overstapstation van de aldaar kruisende Groene en Gele lijn enerzijds (beneden) en de Rode lijn anderzijds (boven).
Het station is gelegen in de wijk begrensd door New York Avenue en Massachusetts Avenue in het noorden en Pennsylvania Avenue in het zuiden, meer specifiek tussen 6th en 7th Street NW daar waar deze F en G Street NW kruisen, vlak bij het Smithsonian American Art Museum en het Capital One Arena en in het hart van Chinatown. Het station kan ook gebruikt worden om de Martin Luther King Jr. Memorial Library te bereiken. Gallery Pl-Chinatown werd op 15 december 1976 geopend. Passagiersaantallen stegen jaar na jaar en zaten sinds 2008 vrij constant. In 2015 ging het om 25.820 passagiers op een gemiddelde weekdag.